# Online Mendelovo nasljeđivanje kod životinja
Online Mendelovo nasljeđivanje kod životinja (eng. Online Mendelian Inheritance in Animals, OMIA) je međumrežna baza podataka gena, nasljednih poremećaja i osobina kod više od 135 životinjskih vrsta. Modelirana je i komplementarna s bazom podataka Online Mendelovo nasljeđivanje kod čovjeka, (OMIM). Svrha joj je omogućiti javno dostupni katalog svih životinjskih fena, osim ljudskih i mišjih, za koje postoje posebne baze podataka (OMIM, Mouse Locus Catalogue - MLC). Autor i voditelj je prof. Frank Nicholas sa Sveučilišta u Sydneyu, uz prinose svojih kolega. Baza podataka sadrži tekstualne informacije i referencije kao i poveznice na odgovarajuće zapise u PubMed-u i NCBI-u.
OMIA udomljava Sveučilište u Sydneyu, a Entrezov mirror je na NCBI-u.

## Vanjske poveznice
- Stranice OMIA  Arhivirana inačica izvorne stranice od 26. siječnja 2010. (Wayback Machine)
- OMIA mirror na NCBI